# Schneckenkönig

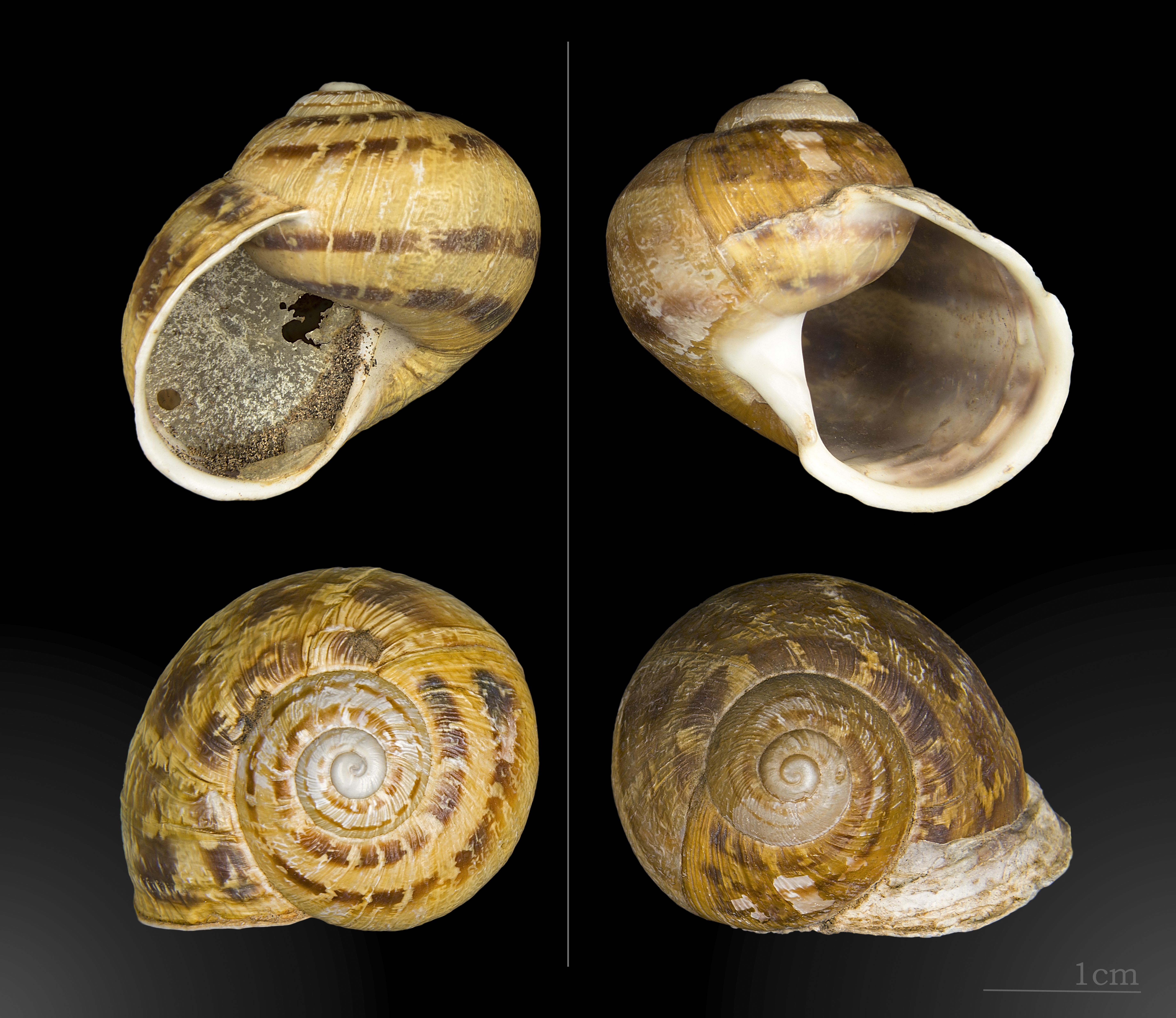
Gefleckte Weinbergschnecke – Seltene linksgewundene Form, sogenannter „Schneckenkönig“ (links im Bild), und normale rechtsgewundene Form

Als Schneckenkönige bezeichnet man einzelne Schnecken, deren Gehäuse („Häuser“) in die spiegelbildliche, nicht arttypische Richtung gewunden sind.
Die Windungsrichtung von Schneckenhäusern ist im Allgemeinen definiert durch den Schraubensinn, den der Gehäusegang von innen nach außen beschreibt, wenn man das Haus der Schnecke von der Seite aus betrachtet, auf der das innere (geschlossene) Ende des Schneckenganges liegt (im Uhrzeigersinn anwachsend = rechtsgewunden). Am einfachsten betrachtet man dazu das Gehäuse mit nach vorne zeigender Mündung und nach oben zeigender Schalenspitze (Apex). Befindet sich die Mündung nun rechts von der Schalenlängsachse (Spindel), so ist das Gehäuse rechtsgewunden.
Weinbergschnecken haben normalerweise rechtsgewundene Gehäuse. Nachdem es ihnen erstmals gelang, Schnecken mit linksdrehendem Gehäuse zu vermehren, schätzen die britischen Forscher Angus Davidson und Philippe Thomas die relative Häufigkeit von Individuen mit linksdrehendem Gehäuse auf maximal 1:40.000.
Bei solchen Tieren sind sämtliche Organe (z. B. Herz, Atem- und Geschlechtsöffnung) seitenvertauscht (spiegelverkehrt). Aufgrund ihrer Seltenheit und der entgegengesetzten Lage ihrer Geschlechtsorgane können sich Schneckenkönige der Weinbergschnecke normalerweise nicht paaren.
Schneckenkönige der Weinbergschnecke sind gelegentlich in naturkundlichen Sammlungen ausgestellt; ein solches Gehäuse befindet sich im Bodensee-Naturmuseum in Konstanz.
Dieses als Situs inversus (a. Heterotaxie) bezeichnete Phänomen kommt auch beim Menschen vor, zum Beispiel im Rahmen des Kartagener-Syndroms.
Der US-amerikanische Genetiker Alfred Henry Sturtevant vermutete in den 1920er Jahren nach Untersuchungen der Alpen-Schlammschnecke (Radix labiata, damals Lymnaea peregra), dass die Windungsrichtung bei Schnecken matroklin dominant-rezessiv vererbt wird. Davidson und Thomas kamen jedoch zu dem Ergebnis, dass genetische Vererbung bei der Windungsrichtung der Gehäuse keine Rolle spielt. Die Linksdrehung komme vielmehr durch Zufälle bei der Embryonalentwicklung zustande.
Davidson und Thomas gingen für ihre Zuchtversuche von einem Exemplar der Gefleckten Weinbergschnecke namens Jeremy aus. Über den Hashtag #snaillove veröffentlichten sie eine Kampagne, aufgrund derer ihnen weitere Exemplare zugeschickt wurden. Nachdem ihre Zuchtversuche drei Generationen von Schnecken hervorgebracht hatten, veröffentlichten sie ihre Resultate.
Die meisten bekannten Schneckenarten haben normalerweise rechtsgewundene Gehäuse; bei manchen Arten aber sind linksgewundene Häuser der Normalfall. Die meisten Schließmundschneckenarten (Clausiliidae) sind beispielsweise linksgewunden, mit Ausnahme wiederum einiger Arten, die gruppenuntypisch rechtsgewunden sind. Es kommt auch vor, dass zur selben Gruppe von Landschnecken rechts- und linksgewundene Arten gehören. So hat innerhalb der Vielfraßschnecken (Enidae) z. B. die Märzenschnecke (Zebrina detrita) ein rechtsgewundenes, die kleinere Vierzähnige Vielfraßschnecke (Jaminia quadridens) aber ein linksgewundenes Gehäuse.
In etlichen historischen Kupferstichen und Holzschnitten sind, im Gegensatz zur Natur, linksgewundene Schnecken abgebildet, denn die Kupfer- und Holzplatten müssen spiegelverkehrt gestochen werden, um das ursprüngliche Bild im Druck zu erzeugen. Dazu müssen die Künstler die Vorlagen (reale Exemplare oder Zeichnungen) mental spiegeln, was schwierig ist, oder sich an deren Spiegelbildern orientieren. Zusätzlich dürfte es vielen Künstlern gar nicht bewusst gewesen sein, dass in der Natur eine Richtung vorherrscht.